# Броненосные башенные лодки типа «Ураган»
Броненосные башенные лодки типа «Ураган» — серия однобашенных броненосных кораблей (мониторов) Русского императорского флота, построенные по «Мониторной кораблестроительной программе» 1863 года.

## История проекта
К началу 1860-х годов в Морском министерстве остро стал вопрос об замене деревянных винтовых канонерских лодок, построенных в период Крымской войны, встроенных в оборонительную систему Финского залива. Ввиду угрозы скорого начала войны России с Англией и Францией было решено воспользоваться американским опытом строительства броненосных кораблей береговой обороны. Также за этот вариант служили такие факторы, как отсутствие собственного опыта строительства подобных кораблей и недостаточность средств и времени для работы над проектом с нуля.

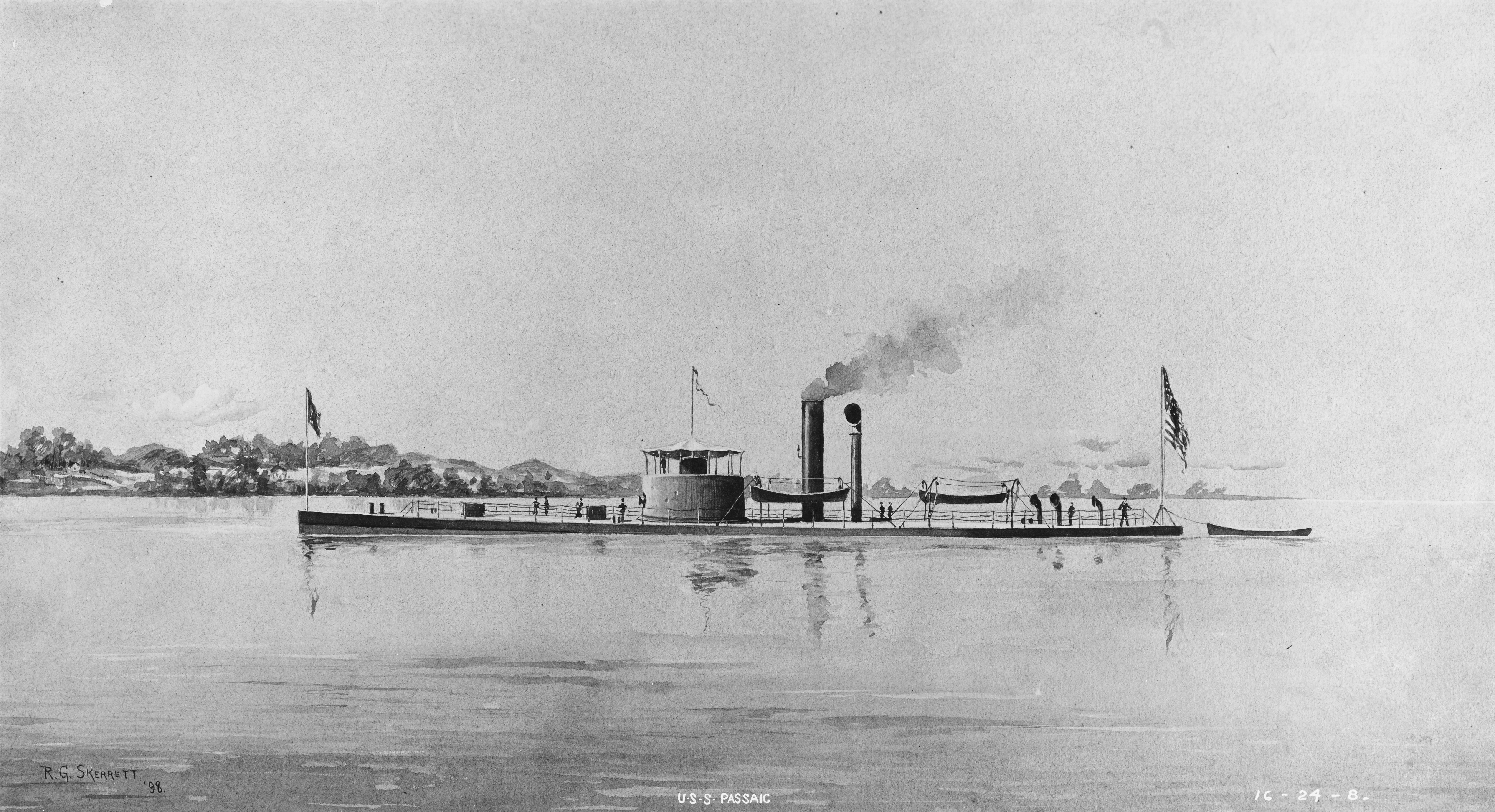
USS Passaic

В связи с этим в 1862 году в Северо-Американские Соединённые Штаты с целью изучения технологии строительства броненосных судов были командированы капитан 1-го ранга С. С. Лесовский и Корпуса корабельных инженеров капитан Н. А. Арцеулов. Привезённые документы и техническая документация были рассмотрены в Морском министерстве. По представлению Н. А. Арцеулова остановились на проекте мониторов с вращающейся башней типа «Пассаик» (англ. Passaic) конструкции инженера Джона Эриксона. Эти мониторы представляли собой бронированные лодки небольших размерений с почти полностью погружённым в воду корпусом и очень низким надводным бортом, что делало их малозаметными. Также данные мониторы могли действовать на мелководье и в условиях стесненных акваторий заливов. Управляющий Морским министерством адмирал Н. К. Краббе также рассчитывал использовать их в качестве подвижной защиты подводного заграждения обороны Кронштадта].
Далее Н. А. Арцеулов внёс изменения для улучшения конструкции мониторов и доработал чертежи и спецификацию с учётом и адаптацией ряда деталей к техническим возможностям российских заводов. По приказанию адмирала Н. К. Краббе в модельной мастерской Петербургского порта воплотили в модели окончательный вариант.
В конце февраля — начале марта 1863 года чертежи были окончательно одобрены в Морском министерстве и в марте была утверждена, так называемая, «Мониторная кораблестроительная программа», по которой предусматривалось строительство 10 однобашенных броненосцев береговой обороны и одного двухбашенного броненосца. Руководство Морского министерства отметило преимущества серийной постройки железных паровых кораблей, так как это являлось более выгодной для казны, обеспечивало равномерную загрузку кораблестроительных предприятий и упрощало контроль за строительством.
Данные броненосцы предназначались для боя на кронштадтской минно-артиллерийской позиции и защиты Финского залива и морских подступов к Санкт-Петербургу. Они получили названия: «Броненосец», «Стрелец», «Ураган», «Вещун», «Тифон», «Единорог», «Лава», «Латник», «Колдун», «Перун»; двухбашенный броненосец получил название «Смерч».

## Строительство
К постройке был принят окончательный чертёж и спецификация Н. А. Арцеулова. Для быстрого ввода в строй кораблей, директор Кораблестроительного департамента контр-адмирал А. В. Воеводский принял решение строить их парами на различных верфях Санкт-Петербурга одновременно. В качестве дополнительной строительной площадки были выбраны верфи бельгийского общества «Джон Коккериль» (англ. John Cockerill, SA), которое обязалось изготовить части броненосцев в Бельгии, а затем собрать их в построенном для этого эллинге на Гутуевском острове близ Санкт-Петербурга.
Главным строителем всех кораблей выступил автор чертежа старший судостроитель Петербургского порта Корпуса корабельных инженеров капитан Н. А. Арцеулов, наблюдающим за постройкой в России от флота назначен капитан-лейтенант И. Ф. Лихачёв, в Бельгии — капитан-лейтенант А. И. Фёдоров. Общее руководство осуществлял С. С. Лесовский. Изготовление механизмов на всех заводах проходило под наблюдением Корпуса инженер-механиков флота штабс-капитана А. Д. Приббе. За вооружение и снабжение отвечал капитан-лейтенант Н. А. Фесун (назначенный командир «Урагана»). Капитан-лейтенант И. П. Белавенец занимался вопросами девиации, размещения и установки компасов. Морское министерство назначило крайний срок сдачи для всех броненосцев не позднее 1 июня 1864 года.
Первыми к началу строительства, ещё до официальной закладки, приступили по подряду с С. Г. Кудрявцевым на Галерном Островке под наблюдением капитана А. А. Свистовского 1 июня 1863 года. Строящиеся здесь броненосцы получили названия «Стрелец» и «Единорог». Фактически, предприятия Кудрявцева изготавливали корпуса, а установка главных механизмов и дооборудование проходило на заводе Берда, где их и изготавливали.
5 числа к строительству «Броненосца» и «Латника» и главных механизмов к ним приступили на литейных и механических заведениях Карра и Макферсона в Чекушах. Строителем обоих кораблей выступил ККИ капитан Н. Г. Коршиков. Общая стоимость постройки и изготовления механизмов, башен, станков для орудий и внутренней отделкой составила 1 137913 рублей, или 568 956 рублей 50 копеек за каждый готовый корабль.

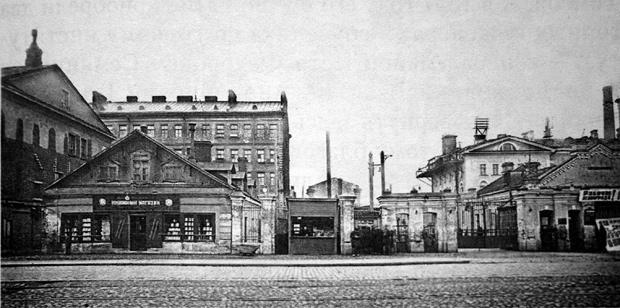
Заводы Семянникова и Полетики

С началом постройки кораблей, инженерам-строителям пришлось внести в проект ряд изменений, основанный на полученном боевом опыте бронированных судов: часть деревянной подкладки была заменена на железные полоски, что позволило усилить крепление брони в носовой оконечности; было зашито пространство под свесом вдоль борта деревянными брусьями, вследствие чего защита корпуса от таранов и плавучесть возросла. 15 июня эти изменения были утверждены в Морском министерстве и приняты к исполнению. В этот же день «Лава» и «Перун» были приняты к строительству на верфях Невского завода Семянникова и Полетики под наблюдением корабельного инженера штабс-капитана И. С. Александрова. Там же изготовлялась 30-сильная паровая машина башенного механизма. Главные механизмы корабли получили с адмиралтейских Ижорских заводов. Стоимость двух кораблей, без учёта стоимости изготовления главных механизмов, составила 977 900 рублей.
Начало строительства «Урагана» и «Тифона» на Новом адмиралтействе, ранее не строивших броненосные корабли, потребовало реконструкции верфи и модернизации мощностей и оборудования. К работам на этих верфях под руководством ККИ полковника А. Я. Гезехуса приступили 26 июня. Главные механизмы для них были заказаны на заводе Берда в Санкт-Петербурге.
Строительство кораблей потребовало до 300 рабочих в день и Кораблестроительному департаменту пришлось привлекать к строительству находившиеся в Санкт-Петербурге морские команды и, даже, запросить рабочих с приволжских губерний.
Секционные части броненосцев «Вещун» и «Колдун» начаты постройкой 28 октября в бельгийском Серинге обществом Джона Коккериля под руководством капитан-лейтенанта А. И. Фёдорова. Этим же обществом изготавливались и паровые машины для них. Сборкой броненосцев на устроенных нарочно для этого обществом эллингах на Гутуевском острове назначен руководить ККИ подпоручик X. В. Прохоров. Цена контракта за оба корабля составила 1 106 000 рублей, или 553 000 за каждый. Контракт был заключён через агента общества господина Садуана.

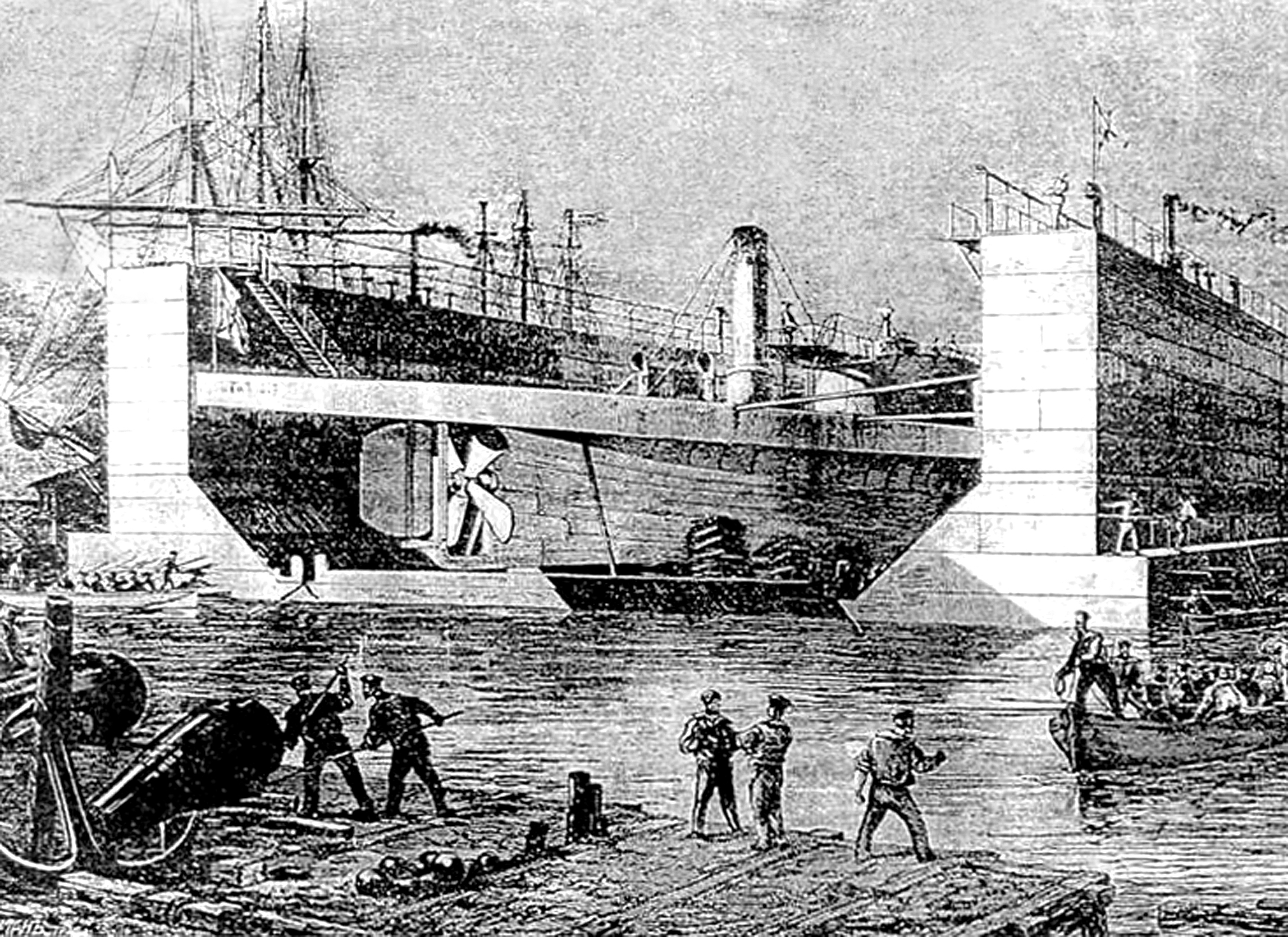
«Броненосец» в железном плавучем доке завода Карра и Макферсона, 1864 год. Гравюра с рисунка А. К. Беггрова

Гибка килевых листов была заказана на частном заводе «Дей и К°». На Ижорском заводе изготовили артиллерийские башни, бронекожухи на дымовые трубы, штурвалы, дельные вещи и прочее оборудование. В конце 1863 года в Морской технический комитет пришли отчёты из Америки об испытаниях кораблей типа «Пассаик», из которых следовало, что на кораблях наблюдался конструктивный дифферент на корму из-за расположения артиллерийской башни (примерно на миделе). Для устранения этого дефекта контр-адмирал С. С. Лесовский внёс изменения в спецификацию броненосцев — орудийные башни были смещены к носу на 90 см. Это удалось реализовать только на броненосцах «Вещун» и «Колдун», так как строительство остальных кораблей шло быстрыми темпами и части конструкций были уже изготовлены — на них уменьшили с 279,4 мм до 203,2 мм бронирование рулевой рубки. Также над паровыми котлами и около дымовой трубы вместо деревянных бимсов были уложены железные; была увеличена толщина брони боевой рубки до одиннадцати слоёв; расширен на 250 мм диаметр дымовой трубы.

### Официальная закладка
19 ноября 1863 года прошла официальная закладка одновременно на Галерном Островке и на Новом адмиралтействе броненосцев «Единорог», «Стрелец», «Ураган» и «Тифон». 27 ноября в Серинге прошла церемония закладки «Колдуна» и «Вещуна». 28 ноября 1863 года скончался Н. А. Арцеулов, на его место назначили А. Я. Гезехуса, Н. Г. Коршикова и X. В. Прохорова.
3 декабря 1863 были официально заложены «Лава» и «Перун» на заводе Семянникова и Полетики. Их корпуса, артиллерийские башни и рулевые рубки были построены из английского и прусского железа. Дуб и сосна использовались для подкладки под броню, палубной настилки и для внутренней обшивки. А 12 числа были заложены «Латник» и «Броненосец» на заводе Карра и Макферсона.
Строительство всех кораблей серии шло быстрыми темпами, даже в ночную смену. По предложению А. Я. Гезехуса внутренний и последний ряды брони артиллерийской башни положили на плотный овечий войлок, что позволило значительно снизить шум от попадания ядер о стенки башен. По начальному плану строительства все паровые машины с котлами и орудия предполагали устанавливать на заводах-строителях в период достройки, но в виду затруднения проводки кораблей в Кронштадт из-за увеличившейся осадки, этот план был изменён.

### Спуск на воду и достройка
Спуск «Латника» (капитан-лейтенант князь Вадбольский) был назначен на 9 марта 1864 года, для чего напротив эллинга балтийского строительного, литейного и механического заведения Карра и Макферсона, был вырублен лёд размером 80 на 15 сажень. В качестве задержников были заложены за кильсоны и поданы через средний люк на палы стапеля две канатные цепи в 1½ дюйма. Для предохранения руля и винта от удара об лёд установлен дощатый широкий и наклонный шит. В 3 часа дня были выбиты стапельные блоки и подпорки, затем были отрезаны верхние концы полозьев, но корабль не сдвинулся. Тогда завели с одной стороны перлинь и через блок попробовали тянуть вручную, но он три раза обрывался. Следующая попытка была предпринята с помощью кабельтовых, заложенных с обеих сторон за полозья и двух домкратов, только тогда корпус очень медленно стал подаваться. После 7 вечера, когда было пройдено 24 фута, работы были прекращены. Причиной неудачи назвали выветрившиеся и замёрзшее сало, уложенное почти за две недели до назначенной даты спуска. 10 марта в 9 часов утра попытки возобновились. К 11½ часов было пройдено ещё около 20 фут, после чего за оба полоза были заложены ещё по тали. В час дня движение ускорилось и, постепенно увеличивая ход, корабль сошёл на воду. Из предосторожности, никого не было на палубе. Корма углубилась на 6 футов 9 дюймов, нос на 3 фута 8 дюймов. Дифферент составил 3 фута 1 дюйм. После того как полозья были сняты осадка составила 6 футов 11 дюймов и 3 фута 9 дюймов, соответственно. Перелом в 3/8 дюйма оказался только на следующий день. По мнению, это произошло из-за того, что была очень низкая температура и палуба, стянутая морозом, не дала оконечности судна опуститься, а на следующий день она разогрелась на ярком солнце и растянулась. После спуска воды в трюме не было, однако на следующий день она поднялась до 8 дюймов и прибывала по 1 дюйму в сутки через кингстоны. К моменту спуска, корпус «Латника» был абсолютно окончен. Оставалось установить паровую машину с котлами, башенные механизмы, подогнать и навесить броню. Также были установлены две трети из всего числа деревянных чаков и брусьев, составляющих подкладку. Монтаж переборок и угольных ям были почти окончены. Всего, до спуска, на постройку было истрачено около 35000 пудов железа. К началу лета паровые машины, артиллерийские башни с механизмами, брашпили и пушечные станки были изготовлены в мастерских заведения и установлены. Контрактная стоимость корабля составила 568 956 рублей 50 копеек серебром.
Начало церемонии спуска на воду «Броненосца» (капитан-лейтенант Я. И. Купреянов) состоялась 12 марта в 12 часов в присутствии управляющего Морским министерством Российской империи генерал-адъютанта Н. К. Краббе. Процесс спуска проходил также как и «Латника», но продлился в течение одного дня. К моменту спуска корпус был совершенно закончен, даже успели подогнать и навесить на корпус пятислойную броню, кроме носового и кормового свесов по длине около 30 футов. Также оставалось закончить внутренние железные работы: доустройство переборок, угольных ящиков и прочего. Паровые машины, артиллерийские башни с механизмами, брашпили и пушечные станки на момент спуска продолжали изготавливать в мастерских заведения, готовя к их установке к началу лета. На постройку «Броненосца» было истрачено более 36000 пудов железа. Общая уплаченная сумма за корабль равнялась сумме за броненосец «Латник» и составила 568 956 рублей 50 копеек серебром.
К моменту спуска на «Вещуне» и «Колдуне» все работы по корпусу были окончены, и в общем они были в гораздо большей степени готовности, чем два предыдущих корабля. Также на них положили внутренние (первые) листы артиллерийских башен и смонтировали нижние колена дымовых труб. Кроме того, на «Вещуне» начали пригонять на место в носовой части бронелисты. «Вещун» (командир капитан-лейтенант Карпов) и «Колдун» (капитан-лейтенант Н. И. Казнаков) были спущены с эллингов Гутуевского острова на воду 26 апреля под звуки гимна «Боже, Царя храни!» в присутствии директора Кораблестроительного департамента контр-адмирала А. В. Воеводского. Также на церемонии присутствовали воспитанники Морского кадетского корпуса, Артиллерийского и Инженерного училищ. После спуска контр-адмирал А. В. Воеводский объехал их на маленьком портовом пароходике. На воде «Вещун» начал набирать воду через клапаны и краны холодильников, что было исправлено к утру следующего дня и канонерская лодка отвела броненосцы к пристани около эллингов для окончательной отделки. Постройка комплектов корпусов кораблей, изготовление башен и паровых механизмов в Бельгии, сборку их в России, считая доставку материалов казёнными средствами на Гутуевский остров, обошлись казне около 619 000 рублей серебром, или 309 500 рублей серебром для каждого броненосца.
С этого момента по распоряжению начальства Морского ведомства было решено палубную броню броненосцев, после её подгонки и нумеровки, сдавать в порт на хранение.
У пристани в течение месяца на «Колдун» и «Вещун» были установлены паровые машины, как судовые, так и башенные, и смонтированы котлы к ним. Окончена отделка и внутренние столярные работы. Позже были закончены башни и смонтированы ходовые рубки на них.
15 мая с верфи Нового адмиралтейства спустили на воду броненосец «Ураган» (капитан-лейтенант Н. А. Фесун).
«Стрелец» и «Единорог» спустили на Галерном Островке 21 мая 1864 года, после чего их отвели на завод Берда для установки механизмов и окончательной достройки.
27 мая 1864 года с верфи Семянникова и Полетики спущен первый из двух строившихся там броненосцев «Лава» (капитан-лейтенант А. С. Маневский). 18 июня спущен второй броненосец «Перун» (капитан-лейтенант барон Клод 2-й). К моменту спуска на воду, корпуса обоих кораблей были совершенно окончены и проходили работы по настилу палуб. Артиллерийские башни и башенные механизмы, воздушные вентиляторы уже были собраны и находились на заводе для обоих броненосцев. На «Лаве» шёл процесс установки котлов. До спуска на воду на их постройку истрачено 81 210 пудов железа. Общая контрактная сумма за работы по построению лодок и изготовлению башен и механизмов составила 488 950 рублей за каждую. По спуску на воду «Лава» углубилась носом на 7 футов и кормой на 8 футов 1 дюйм, с дифферентом в 1 фут 1 дюйм. «Перун» углубился носом на 6 футов 4 дюйма и кормой на 8 футов 1 дюйм, с дифферентом в 1 фут 7 дюймов. «Лава» набрала воды 1/2 дюйма, а «Перун» был полностью сух. У пристани было начато внутреннее устройство и окончательная отделка.
4 июля на Новом адмиралтействе был спущен на воду «Тифон» (капитан-лейтенант Федоровский). Так же как и «Ураган», построен на счёт казны с тем же количеством израсходованных до спуска материалов и порядком цен. После спуска на воду, перелому оказалось 1/2 дюйма. Воды лодка не набрала.
При достройке «Вещун» и «Колдун» были вооружены, в качестве опыта по проводке через бар Невы в Кронштадт. Для этого их посадили, по возможности, на ровный киль. Максимальная осадка на одном корабле составила 10 футов 1 дюйм. Буксировка на проводных ботах прошла 25 июня. Бар был пройден при отметке на плавучем маяке, стоящем у бара, 9½ фута. Тем самым стало понятно, что и другие броненосцы смогут пройти бар без затруднения и без работ подъёма на боты. Далее корабли под парами зашли в гавань Кронштадта для окончания работ. 14 июля они вышли на восточный рейд Кронштадта и вступили в состав эскадры броненосных судов контр-адмирала И. Ф. Лихачёва. 15 июля эскадру посетил Государь Император.
5 октября 1864 года, самыми последними, переведены «Перун» и «Лава» для окончания строительства и зимовки с заводов Семянникова и Полетики к Новому адмиралтейству.

### Испытания
«Вещун» вышел на заводскую пробу машин 18 июля. «Вещун» на протяжении двух часов ходил между Кронштадтом и Санкт-Петербургом. Во время пробы, сбоев в главных механизмов не было, также была отмечена их тихая и спокойная работа. Броненосец показал 5-узловой ход при 14 фунтах пара и 58 оборотах машины и 8,4-узловой ход при 18 фунтах пара и 72 оборотах. При почти полном запасе провизии, трети полного груза угля и балласта вместо ядер корабль углубился ахтерштевнем на 11 футов, форштевнем на 9 футов 1 дюйм. В этот же день, немногим позже, была проба «Колдуна» которому дали ход не снимаясь с якоря.

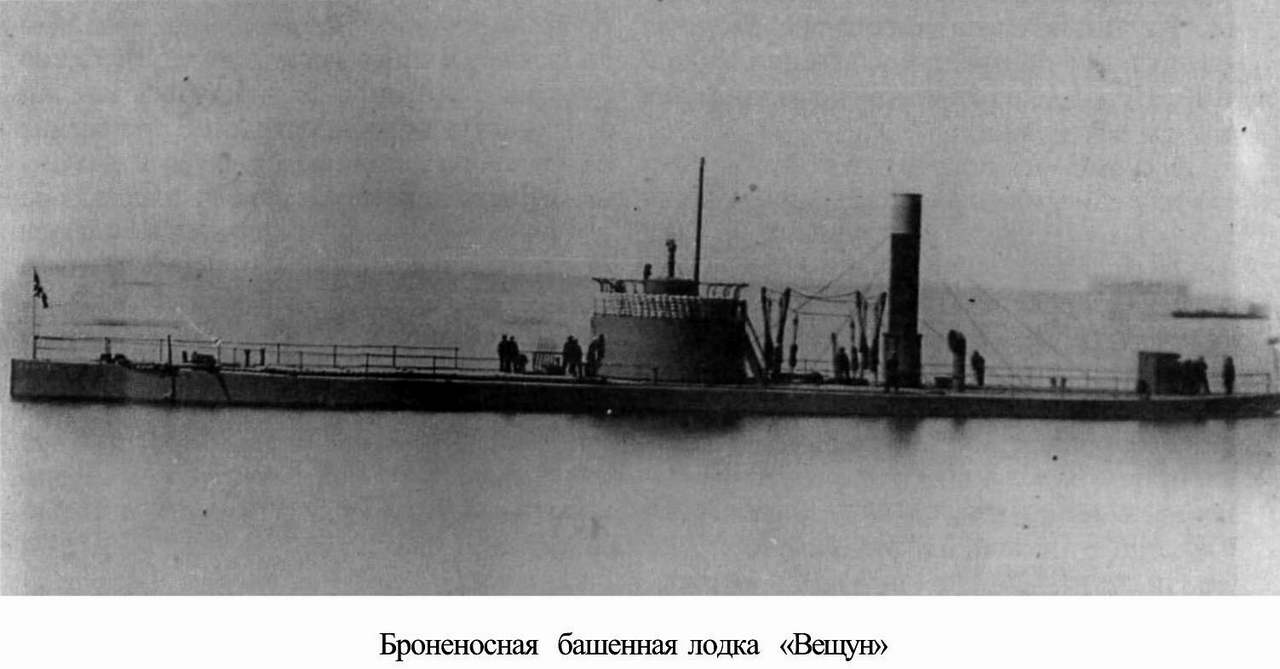
«Вещун» на испытаниях, июль 1864 года

Официальные испытания «Колдуна» и «Вещуна» прошли 21 июля в присутствии комиссии и членов кораблестроительного технического комитета. «Вещун» снялся с якоря около 11 часов, после чего вышел на большой рейд в сопровождении парохода «Владимир» под флагом начальника эскадры броненосных судов. Там были встречены вернувшиеся накануне из первой американской экспедиции фрегаты «Ослябя» под флагом контр-адмирала С. С. Лесовского и «Пересвет», с которых приветствовали броненосец громкими «ура». Малым ходом (5,1 узла) он вышел на большой рейд где дал полный ход (66 оборотов винта, 18 фунтов пара). Корабль развил 6½ узлов. Далее прошли испытания на боковую качку при тех же оборотах и 19 фунтов пара. Плохая погода и сильное волнение не позволили зайти на мерную милю. Идя на восточный рейд, имея как и прежде, число оборотов и пара скорость дошла до 7½ узлов при волнении в корму. На восточном рейде были проведены тесты на поворотливость — при ходе 7½ узлов был положен руль лево на борт, циркуляция (полный круг) составила около двух длин корпуса за 4 минуты 30 секунд. Также в ходе испытаний были проверены судовые механизмы, вентиляторный и башенный механизмы. Артиллерийская башня описала полный оборот за 1 минуту 25 секунд плавным ходом. По итогам испытаний был сделан вывод, что корабль имеет совершенно спокойный ход и хорошо слушается руля на ходу, и немного туго при малом ходе. Закончив испытания «Вещун» стал на якорь, и комиссия перешла на «Колдун».
«Колдун» испытывали на восточном рейде Кронштадта, на который он пришёл против ветра 6¾-узловым ходом (68 оборотов машины и 20 фунтов пара). На рейде по ветру корабль развил 7½ узлов при 64 оборотах и 19 фунтах пара. При пробе на поворотливость был получен лучший результат, при том же показателе циркуляции, чем у «Вещуна» — 4 минуты 15 секунд с команды лево на борт. Артиллерийская башня описала полный оборот за 1 минуту 32 секунды. Далее был пройден путь до меридиана Лисьего Носа, после чего «Колдун» вернулся и стал на якорь. На этом данный этап программы испытаний для обоих кораблей был окончен. В Кронштадте их начали готовить к артиллерийским испытаниям, окончательным сдаточным комиссиям и приёмке в казну.
Полноценное пробное плавание «Вещуна» началось 3 августа 1864 года. Он, под командованием капитан-лейтенанта Н. И. Казнакова, вышел из Кронштадта в сопровождении парохода «Владимир», под брейд-вымпелом контр-адмирала И. Ф. Лихачёва, через Транзунд в Ревель. Переход составил 20 с небольшим часов. В Ревеле корабль простоял три дня, во время которых был открыт для посещения общественности. Утром 8 августа «Вещун» покинул порт и перешёл в Гельсингфорс. В этом порту броненосец также был доступен для посещения. 10 числа И. Ф. Лихачев перенёс свой брейд-вымпел на клипер «Всадник» и вышел в море. 11 августа «Вещун» отправился к острову Стура-Пеллинг для испытаний в сопровождении «Владимира». Во время разыгравшейся непогоды броненосец на ходу в 5¾ узлов был проверен на герметичность, которую он выдерживал прекрасно. Из-за сильно ухудшившийся погоды дальнейшие опыты были отложены, и корабли перешли на стоянку к Роченсальму, где оставались до 14 числа, после перешёл за остров Питконасом и далее в Транзунд. 16 числа пришел «Горностай» под брейд-вымпелом начальника эскадры. На следующий день корабли соединённо вышли в море, после чего перешли на Восточный Кронштадтский рейд. В ходе этих переходов шхерами «Вещун» был испытан в различных обстоятельствах волнения моря и утвердили, что все корабли типа «Ураган» могут нести службу в Финском заливе и Балтийском море: управление рулём, осуществляемое из боевой рубки через прорезанные узкие окошки, «весьма удобно и при лёгкой скорой привычке не представляет никаких затруднений». Также было отмечено «… машина его работает весьма исправно, давая при 14 ф. пара и 66 оборотах, 7 и 6½ узлов хода, чего не было даже и у американцев. Вентиляторная машина исполняет свое назначение так хорошо, что при совершенно закрытых иллюминаторах и задраенных люках — так, что на палубе, по которой ходили волны, не осталось ни одного отверстия — воздух в палубе и в каютах был совершенно чист, и четыре лампы, зажженные на кубрике, горели так же ярко и светло, как и при открытом люке. Вентиляция машин в это время, проходившая через коридоры из палубы в отверстия мусорных труб, была также очень хороша, и температура машинного отделения при этом, после полуторачасового хода, была 26°-27°, чего трудно достигнуть и на больших судах».
3 сентября начался смотр вновь построенных броненосных кораблей («Первенец», «Вещун» и «Колдун») эскадры контр-адмирала И. Ф. Лихачёва на Транзундском рейде. Управляющий Морским министерством адмирал Н. К. Краббе и комиссия, окончив смотр «Первенца», переехали на «Вещун» и по их приказу была пробита тревога. За 5 минут была очищена палуба и убраны леера, поручи, стойки, комингсы, иллюминаторные трубы и задраены люки броненосными крышками. Далее Управляющий Морским министерством перешёл на «Колдун» и с него наблюдал за стрельбами «Вещуна». По щиту с расстояния 3-х кабельтовых были сделаны два одиночных выстрела и два залпом. Ни одиночные выстрелы ни залп не произвели ни малейшего сотрясения корпуса, а в башне удар был не сильнее, чем на открытой батарее. Пороховой дым из башни выводился довольно быстро. «Колдун» приступил к испытаниям с команды «сняться с якоря». За 10 минут были подняты гребные суда и перенесены с одних шлюп-балок на другие. Стрельба проводилась с хода от 2 до 3 узлов. Было также произведено два отдельных выстрела и два залпом. Далее «Вещун» произвёл четыре выстрела с хода. После чего оба корабля стали в строй обшей линии эскадры.
4 сентября на испытания на поворотливость вышел «Броненосец». Он совершил полную циркуляцию с команды «лево на борт» (угол руля: 40°) за 5 минут 5 секунд, с команды «право на борт» (угол руля: 40½°) за 4 минуты 5 секунд. При этом винт работал от 60 до 65 оборотов при давлении пара от 16 до 20 фунтов, дифферент составлял 2 фута 10 дюймов. Через несколько дней прошла официальная проба паровой машины. 16 сентября, в присутствии членов Кораблестроительного технического комитета, начались дополнительные испытания на скорость, поворотливость по особой программе и артиллерийские стрельбы.
«Ураган» после отделки вышел с Нового адмиралтейства через бар на буксире двух канонерских лодок и парохода «Славянка», за вехами развёл собственные пары и благополучно пришёл в Кронштадт 22 сентября. В Кронштадте за 10 дней были поставлены на место портовые заслоны, пушки и рулевая рубка. К 3 октября «Ураган» был готов для испытаний. «Броненосец» прибыл в Кронштадт тем же способом, но испытания начались на несколько дней раньше.
27 сентября в Кронштадт пришёл «Тифон», 1 октября «Латник» уже полностью вооружённый, 2 октября «Смерч», «Стрелец» и «Единорог». Все броненосцы были переведены ботами через бар реки, далее они разведя пары, доходили до Кронштадта без всякой помощи, кроме «Стрельца» и «Единорога», которые привели на буксире. Во время перехода некоторые командиры провели тесты на поворотливость своих броненосцев. В Кронштадте приступили к установке рубок и артиллерии на «Единороге», «Стрелце» и «Тифоне» и к окончательной отделке «Латника» и «Смерча».
2 октября «Латник» вышел на первую пробу своих машин и орудий. 3 октября на «Броненосце» прошло испытание новой шестерёнки башенного механизма изготовленной из меди, вместо чугунной, которая несколько раз ломалась. По итогам испытаний её установили и на «Латник». 8 октября «Латник» предпринял предварительную пробу механизмов с новой шестерёнкой.
9 октября «Броненосец» во второй раз вышел на пробу скорости с членами Кораблестроительного технического комитета. Но из-за довольно свежего ветра ограничились проходом по большому рейду, однако, показанная скорость 8,19 узла оказалась весьма удовлетворительна. 12 октября он отправился к Лисьему Носу для артиллерийской стрельбы. Она проходила по вехе в 14 выстрелов боевыми зарядами с расстояния от 1½ до 4 кабельтов, комиссия отметила весьма кучные и близкие от цели попадания. Сотрясение внутри артиллерийской башни, как и на других кораблях серии, было достаточно слабым. Башня описывала полный круг за 45 секунд очень плавно и спокойно, остановка происходила моментально. Откат правого орудия был от 11 до 15½ дюймов, левого от 22 до 29 дюймов. 14 октября на мерную милю отправился «Латник». Максимальная скорость, сложенная из проходов в обе стороны по ветру и против, составила 8,18 узлов. Средняя скорость, замеренная от угла Купеческой гавани до конца пробной мили после первого перехода составила 7½ узлов. При том, что пар в главных механизмах держался очень неровно, потому как кочегары имели недостаток практики. Комиссия сделала вывод, что из всех броненосцев побывавших на тестах скорости, «Латник» обладает наилучшим ходом, но и «Броненосец» не сильно уступает ему в этом. На подробных испытаниях на поворотливость с команды «право на борт» корабль описал поворот 16 румбов за 2 минуты 20 секунд. По возвращении в Кронштадт «Броненосец» и «Латник» начали готовить к принятию в казну. 17 октября «Латник» ходил на восточный рейд для практической пальбы из орудий, а «Ураган» на пробу своих машин на мерную милю. Впервые способ наведения артиллерийских башен по системе британского кэптана Кольза испытали на «Латнике». С первых же двух выстрелов было поражено «яблоко» щита с расстояния 4-х кабельтовых.
По итогам испытаний выяснились следующие недочёты: в артиллерийских башнях на некоторых кораблях скапливался в значительной степени удушливый газ от выстрелов, из-за чего прислуга эффективно действовать (устранено выдвиганием орудийных стволов из башни, для чего амбразуры были расширены до 29 дюймов и увеличением длины амбразуры на сколько позволял станок); прицеливание было осложнено малым размером амбразур с заслонками (устранено увеличением размеров амбразур).

## Конструкция

### Корпус и надстройка

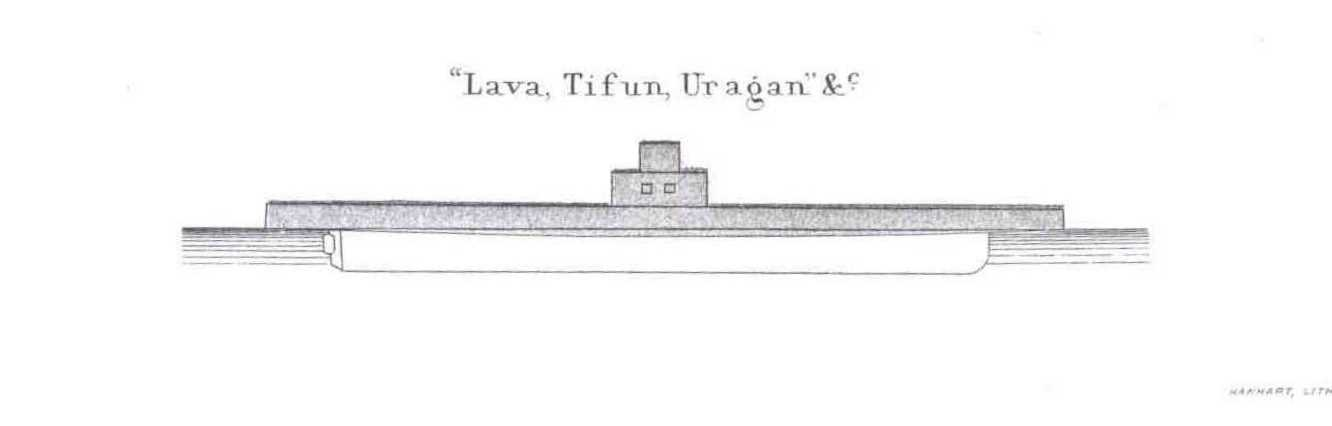
Схема

В целом конструкция броненосных башенных лодок была схожа с американским прототипом. Полное водоизмещение до 1653 тонн, водоизмещение по проекту 1565,87 тонн, в частности водоизмещение верхней части 757,62 тонны и 808,25 тонны нижней части. Водоизмещение броненосцев по типу: от 1476 до 1565 тонн, фактическое водоизмещение составило в плаваниях от 1382 до 1666 тонн. Корпус был составлен из верхней (более длинная) и нижней частей. Нижняя часть имела форму плоскодонных судов, а верхняя — представляла плот с правильно заострёнными оконечностями, образующими свесы. Общий строевой вес: 1350 тонн.
Наибольшая длина корпуса с бронёй 61,26 метра (201 фут); длина без свесов 52,9 метра (173 фута 7 дюймов); длина между штевнями 48,51 метра (159 футов 2 дюйма). Ширина наибольшая с бронёй 14,02 метра (46 футов), ширина без свесов 12,6 метра (41 фут 5 дюймов), самого судна 11,78 метра (38 футов 8 дюймов). Погибь бимсов по средине составляла 0,127 метра (5 дюймов), а палубы по длине по средине 2,13 метра (7 футов). Глубина интрюма между верхней кромкой бимсов и наружной обшивкой у киля 3,6 метра (11 футов 10 дюймов). Максимальная осадка 3,48 метра (11 футов 5 дюймов), средняя 3,3 метра. Высота надводного борта от ватерлинии 0,46 м (1 фут 6 дюймов). В носовом свесе размещался колодец для одного короткого четырёхлапого втяжного якоря (позже названный «мониторный»), кормовой свес служил для прикрытия руля и винта от снарядов. Подкладка под свесами в носовой и кормовой части была деревянной, пространство под свесами вдоль борта оставалось свободным. На «Вещуне» и «Колдуне» часть деревянной подкладки под свесом в носовой части была заменена на железные полосы толщиной 127 мм, что позволило усилить крепления листов брони. Также на этих двух кораблях добились повышения плавучести путём зашивки пространства под свесом вдоль борта деревянными брусьями. Борта в верхней части были прикрыты наделкой из дубовых и сосновых брусьев толщиной 3,9 дюйма. Носовая оконечность была сконструирована так, что могла служить тараном. Фальшборты отсутствовали.
Набор корпуса — поперечный, шпангоуты из железных уголков 100 × 12,7 мм. Корпус обшивался листовым железом толщиной 12,7-мм. Все бимсы были из цельного курляндского дуба 300 × 300 мм, за исключением «Вещуна» и «Колдуна», где бимсы над паровыми котлами и около дымовой трубы были железными и «Лавы» и «Перуна», где все бимсы были из железа. В нос, от шпангоута 51, монтировались пиллерсы из 50-мм железа по три под каждый бимс. Бимсы в корму поддерживались только по одному центральному пиллерсу, дополнительная поддержка обеспечивалась продольными переборками от 53 до 93 шпангоутов. Палубная настилка состояла из двух слоёв сосновых брусьев и укладывалась на листы палубной брони положенных прямо на бимсы, за исключением «Вещуна» и «Колдуна», где был обратный порядок — на бимсы укладывалась палубная настилка, а листы брони укладывались сверху. Переборки разделяли корпус на шесть отсеков. Нумерация отсеков шла с кормы к носу: в первом находились батарея электрического телеграфа и помещение для механических припасов; во втором — машинное отделение; в третьем — угольные ящики; в четвёртом — вспомогательные механизмы, камбуз и штульцы; в пятом — каюты офицеров, помещение команды и крюйт-камера; в шестом — брашпиль. Две переборки, установленные на 51 и 61 шпангоутах были водонепроницаемые из железа толщиной 12,7-мм. Киль был коробчатого типа, сформирован из листового железа толщиной 18,9 мм форштевень и ахтерштевень были кованые.
Рубка, служившая как рулевой, так и боевой, была устроена на неподвижной платформе на крыше артиллерийской башни. Её ограждение было из железных листов толщиной в 2,54 см (1 дюйм). По периметру крыши башни располагались коечные сетки, служившие дополнительной защитой рубки. Сверху рубку прикрывал брезентовый тент. Общий вес рубки составлял 7650 пудов.

### Бронирование
По начальному проекту Н. А. Арцеулова, предполагалось сплошное бронирование бортов, башни и рубки дюймовой бронёй в несколько слоев производства завода «Джон Браун и К°» в Шеффилде, но из-за больших сроков её изготовления, от этой идеи отказались. Решение было принято в сторону использования отечественной брони, тем более что к июню 1863 года на Российских заводах освоили весь цикл выпуска броневых листов толщиной до 25,4 мм. Броня поставлялась «от казны» или заказывалась через Кораблестроительный департамент на частных заводах.
Бронирование бортов проходило в пять слоёв: первые три слоя толщиной по 15 мм, четвёртый 12 мм и пятый 7,5 мм. Артиллерийская башня бронировалась в одиннадцать слоёв, рубка — в восемь, кожух дымовой трубы на высоту 2,1 метра — в шесть. На «Вещуне» и «Колдуне» бронирование рубки было увеличено до одиннадцати слоёв. Броня для «Урагана», «Тифона», «Стрельца», «Единорога» и «Вещуна» после изготовления и подгонки по месту, была пронумерована и сдана на склад для хранения, как и крепёжные болты к ней.
Крепление бронелистов проходило следующим способом: внутренний слой крепился винтами с нарезкой на обшивку корпуса, а остальные 10 слоёв связывались вместе заклёпными болтами. На броненосцах «Вещун» и «Колдун» бронелисты крепились болтами по способу связки листов при строительстве железных мостов в Бельгии, а их головки прикрывались вертикальными железными листами в роде пилястр в толщину ½ дюйма. Всего для каждого броненосца было использовано: для корпуса 330 листов брони, общим весом 12 740 пудов и 600 листов брони для палубы, общим весом 6740 пудов.

### Главные механизмы и движитель
Машинное отделение с угольными ящиками находились в корме. Главные механизмы состояли из одной горизонтальной двухцилиндровой паровой машины системы Гомфрейса и двух трубчатых котлов системы Мортона. Площадь нагрева котлов равнялась 290,7 м², давление пара 1,4 кг/см². Номинальная мощность по серии — 160 сил, общая мощность составляла от 340 до 529 индикаторных л. с. каждых главных механизмов. Дым выводился через одну трубу высотой 2,33 метра (7 футов 8 дюймов), расположенную за артиллерийской башней. Для броненосцев «Вещун» и «Колдун» диаметр дымовых труб был увеличен на 250 мм. Три угольных ящика, размещённых побортно и в центре, вмещали 190 тонн угля.
На заводе Берда изготовлялись главные механизмы для броненосцев «Стрелец» и «Единорог». На литейных и механических заведениях Карра и Макферсона в Чекушах для «Латника», «Броненосеца», «Вещуна» и «Колдуна». Новое адмиралтейство изготавливало для «Урагана» и «Тифона». Для «Лавы» и «Перуна» Ижорские заводы.
Движителем являлся один четырёхлопастной гребной винт диаметром 3,65 метра (12 футов). Скорость (на разных кораблях) достигала от 6,5 до 8 уз. Запаса угля хватало на 10 суток 6-узловым ходом. В качестве вспомогательного движителя использовались паруса. Курс задавался одним балансирным рулём.

### Вспомогательные механизмы
В качестве вспомогательных механизмов устанавливались две паровые двухцилиндровые машины, мощностью 20 и 15 л. с., производства адмиралтейских Ижорских заводов. Одна из них служила для привода машинного вентилятора, другая для подъёма и поворота артиллерийской башни. Пар для этих машин поступал из котлов главного механизма. На «Вещуне» и «Колдуне» была установлена 30-сильная башенная паровая машина. Башенные механизмы для «Латника», «Броненосца», «Вещуна» и «Колдуна» — самими строителями корпусов, для «Лавы», «Перуна», «Урагана» и «Тифона» — на адмиралтейских Ижорских заводах, а для «Стрельца» и «Единорога» — на заводах Берда.
Для откачки воды из машинного отделения служили две центробежные помпы системы Гвина общей производительностью 1309,28 литров в минуту (144 галона каждая); и одна центробежная помпа приводимая в действие от пара с общих котлов, производительностью в 4546,09 литров в минуту (1000 галлонов). Из подбашенного отделения, при машине для вентиляции, центробежная помпа системы Гвина могла откачать 1336,59 литров в минуту (360 галлонов) она приводилась в действие от самой машины для вентиляции. Наружная помпа была производительностью 409,15 литров в минуту (90 галлонов). В жилом отделении воду откачивали две помпы системы Даутона, вывод проходил через палубу. Охлаждение пара в холодильнике происходило выкачиваемой водой из трюма, а воздух перекачивался воздушным насосом в 2909,5 литров в минуту (640 галлонов).
Рангоут, такелаж, паруса, гребные суда, якорное устройство, опреснители, камбузы, помпы, навигационные инструменты, штурвалы и все предметы снабжения и прочее оборудование поставлялись «от казны» с адмиралтейского Ижорского завода или заказывались через Кораблестроительный департамент на частных заводах.

### Артиллерийская башня и вооружение
Оба орудия главного калибра размещались в железной артиллерийской башне системы Эриксона. Они производились на Ижорском заводе. Башня располагалась примерно на миделе корпуса и опиралась всей массой на опорное палубное кольцо. Высота её 2,74 метра (9 футов), внутренний диаметр 6,38 метра. Крыша башни была сделана из железных листов толщиной 12,7 мм, они стелились на железные рельсы уложенные с шагом 75 мм один от другого. В ней были сделаны отверстия для вентиляции и два люка для лучшего обзора с приспособлениями, служившими для наводки орудий, по типу башен системы Кольза. Главное отличие башен Кольза от башен Эриксона состояло в том, что вращение первых проходило на катках по погону, положенному на платформу ниже верхней палубы. Для увеличения крепости основания башни было положено железное кольцо толщиной 5 дюймов и высотой 15 дюймов. Общий вес башни с рубкой и бимсами, но без станков и орудий составлял 13 380 пудов.
Наведение орудий по горизонту производилось поворотом башни. Для поворота башню приходилось приподнимать. Подъём и опускание производился приводом от вспомогательной паровой машины. Опорой для подъёма служила центральная колонна диаметром 305 мм, она монтировалась на днищевой фундамент. Для произведения выстрела башня опускалась. Башня описывала полный круг от 35 до 105 секунд без учета времени подъёма. Движение башни было плавным и спокойным. Управление ей происходило от ручки, стопорение было моментальным.
В небольшом отделении под башней размещались вентиляционный и башенный механизмы. Пол этого помещения был полностью закрыт, что облегчало подачу зарядов в башню, производившуюся через него. К носу от этого помещения находилась крюйт-камера и бомбовый погреб.

### Команда и обитаемость
По штатному расписанию от 1865 года команда состояла из 8 офицеров и 88 унтер-офицеров и матросов. По штатному расписанию от 1877 года было 10 офицеров и 100 унтер-офицеров и матросов. Каюты и жилые помещения для команды размещались в носовой части.

## Представители проекта
| Название     | Изготовитель                                                                    | Начало строительства | Официальная закладка | Спуск на воду | Ввод в строй | Списание | Примечание |
| ------------ | ------------------------------------------------------------------------------- | -------------------- | -------------------- | ------------- | ------------ | -------- | ---------- |
| «Стрелец»    | Заводы С. Г. Кудрявцева (Галерный Островок) завод Берда (достройка и оснащение) | 01.06.1863           | 19.11.1863           | 21.05.1864    | 06.07.1865   |          |            |
| «Единорог»   | Заводы С. Г. Кудрявцева (Галерный Островок) завод Берда (достройка и оснащение) | 01.06.1863           | 19.11.1863           | 21.05.1864    | 15.07.1865   |          |            |
| «Латник»     | Карр и Макферсон                                                                | 05.06.1863           | 12.12.1863           | 10.03.1864    | 09.07.1865   |          |            |
| «Броненосец» | Карр и Макферсон                                                                | 05.06.1863           | 12.12.1863           | 12.03.1864    | 25.01.1865   |          |            |
| «Лава»       | Семянников и Полетики Новое адмиралтейство (достройка)                          | 15.06.1863           | 03.12.1863           | 27.05.1864    | 20.08.1865   |          |            |
| «Перун»      | Семянников и Полетики Новое адмиралтейство (достройка)                          | 15.06.1863           | 03.12.1863           | 18.06.1864    | 20.08.1865   |          |            |
| «Ураган»     | Новое адмиралтейство                                                            | 26.06.1863           | 19.11.1863           | 15.05.1864    | 31.05.1865   |          |            |
| «Тифон»      | Новое адмиралтейство                                                            | 26.06.1863           | 19.11.1863           | 04.07.1864    | 13.06.1865   |          |            |
| «Колдун»     | John Cockerill, SA (Бельгия) эллинг Гутуевского острова (достройка)             | 28.10.1863           | 27.11.1863           | 26.04.1864    | 21.06.1865   |          |            |
| «Вещун»      | John Cockerill, SA (Бельгия) эллинг Гутуевского острова (достройка)             | 28.10.1863           | 27.11.1863           | 26.04.1864    | 21.06.1865   |          |            |

## Сохранившиеся экземпляры
Корпус монитора «Стрелец» находится в Кронштадте, на Морском заводе, в гавани «Военного угла». (Привязка этого корпуса к «Стрельцу» сделана зам. директора Таллинского морского музея В. С. Копельманом). Другой «кандидат» на этот корпус — однотипный монитор «Единорог», использовавшийся в качестве блокшива, а затем плашкоута Кронштадтского яхт-клуба.